# Fryderyk Kremser

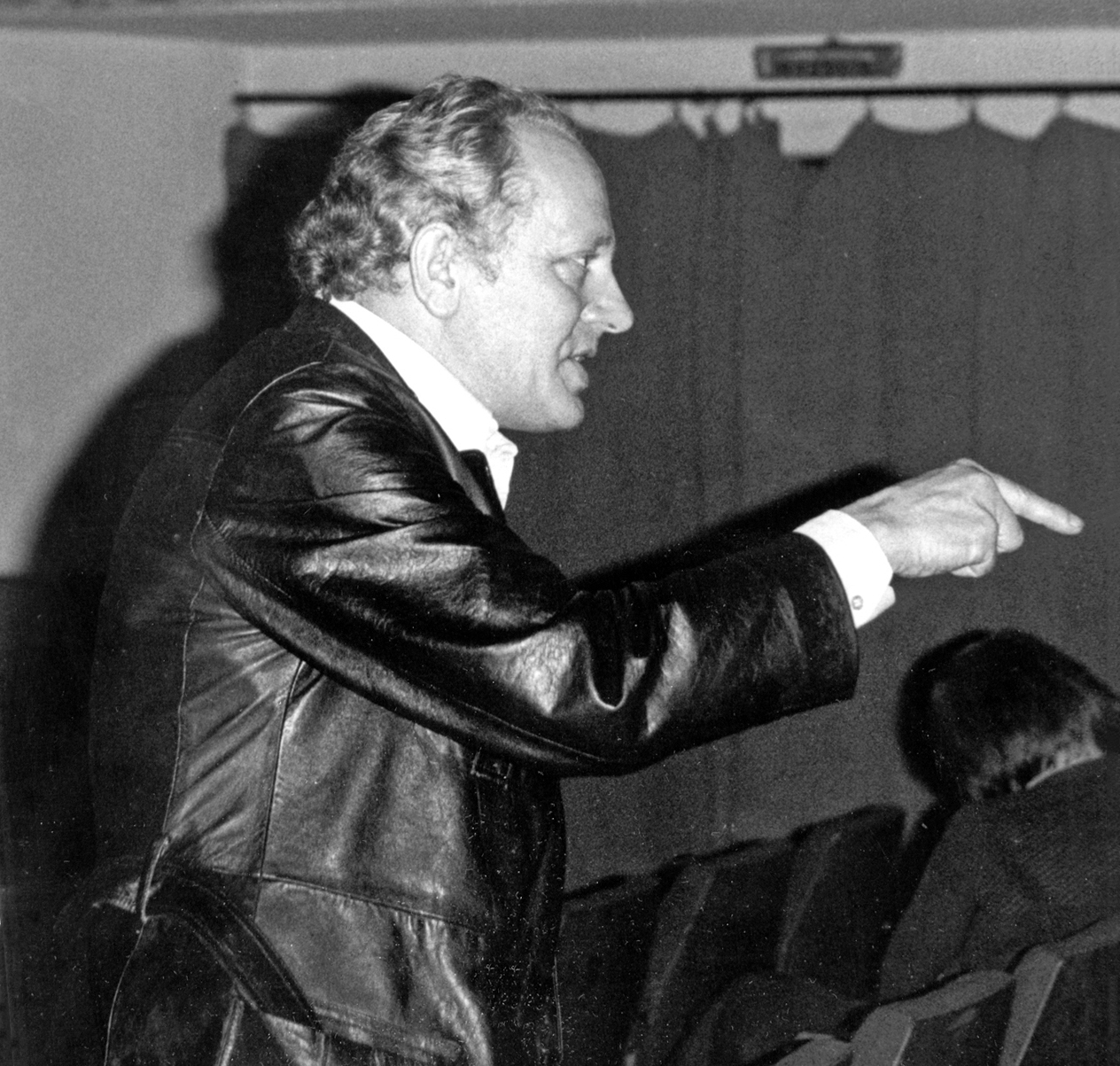
Fryderyk Kremser podczas przeglądu Diakraj

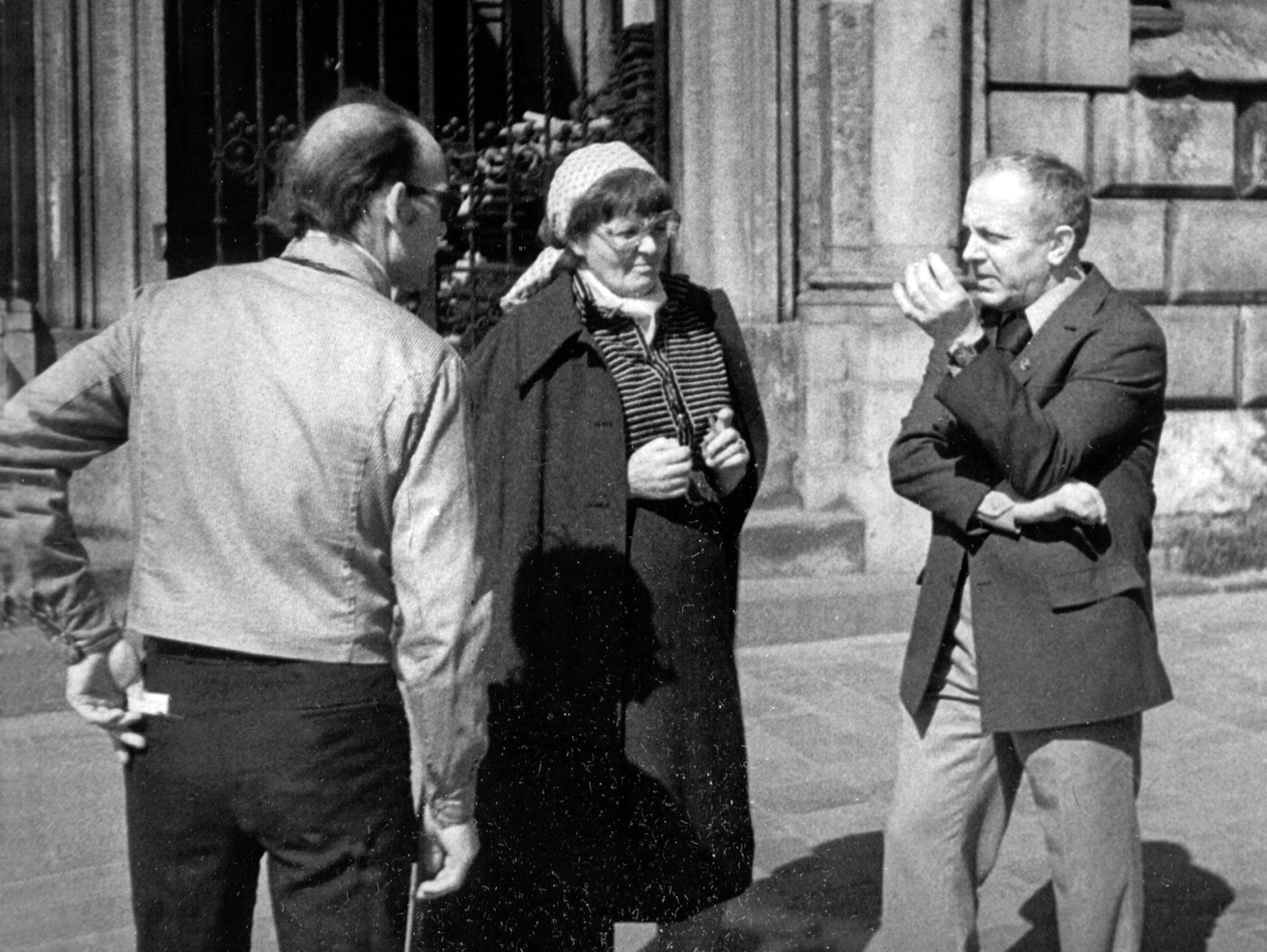
Fryderyk Kremser podczas VI Forum PTTK Kraków

Fryderyk Kremser (ur. 6 września 1930 w Bytomiu, zm. 18 stycznia 1995 w Opolu) – polski artysta fotograf, uhonorowany tytułem Artiste FIAP (AFIAP). Członek Związku Polskich Artystów Fotografików, prezes Delegatury ZPAF w Opolu. Prezes Opolskiego Towarzystwa Fotograficznego. Wieloletni przewodniczący Komisji Fotografii Krajoznawczej Zarządu Głównego PTTK.

## Życiorys
W 1947 roku rozpoczął pracę w zakładzie fotograficznym Ottona Liebecka-Libczyńskiego, w Koźlu. W 1957 roku po raz pierwszy pokazał swoje zdjęcia na wystawie zbiorowej, zorganizowanej z okazji Dni Opola, przez Opolski Oddział Polskiego Towarzystwa Fotograficznego. W tym czasie był aktywnym członkiem PTTK, był inspiratorem wystaw fotografii krajoznawczej, stając się współtwórcą polskiej szkoły fotografii krajoznawczej. Doprowadził do reaktywacji Podkomisji Fotografii i Filmu Zarządu Głównego PTTK, w której pełnił rolę wiceprzewodniczącego. Fryderyk Kremser był autorem wielu publikacji, autorem wystaw indywidualnych, współautorem wystaw zbiorowych (m.in. wystaw międzynarodowych, organizowanych pod patronatem FIAP).
W 1970 roku został wyróżniony tytułem Artiste FIAP (AFIAP), nadanym przez Międzynarodową Federację Sztuki Fotograficznej FIAP. W 1971 roku uzyskał uprawnienia do zawodu artysty fotografa przyznane przez Ministerstwo Kultury i Sztuki. W 1975 roku został członkiem Związku Polskich Artystów Fotografików. Od 1981 roku był prezesem opolskiej delegatury ZPAF. W 1990 roku został laureatem Wojewódzkiej Nagrody Artystycznej.
Komisja Fotografii Krajoznawczej PTTK ustanowiła Nagrodę Honorową im. Fryderyka Kremsera – w uznaniu zasług artysty. Trzynaście pierwszych dyplomów Nagrody im. Fryderyka Kremsera wręczono w 1998 roku.
Fryderyk Kremser zmarł 18 stycznia 1995 roku w Opolu, pochowany na cmentarzu w Półwsi.